# Кожемякин, Вениамин Ефимович
Вениамин Ефимович Кожемякин (1925—2015) — сотрудник органов государственной безопасности СССР, полковник в отставке, Почётный гражданин Тольятти.

## Биография
Родился 27 декабря 1925 года на хуторе Щучкин Западно-Казахстанской области в крестьянской семье.
В 1942 году окончил среднюю школу № 7 города Уральска и в январе 1943 года был призван в РККА. Был направлен на учёбу в Рижское военное пехотное училище, которое с июля 1941 года находилось в эвакуации городе Стерлитамаке Башкирской АССР. В августе 1943 года Вениамин Кожемякин был направлен на учёбу в Военный институт иностранных языков Красной Армии (ныне Военный университет Министерства обороны Российской Федерации), находившийся в эвакуации в городе Ставрополе-на-Волге Куйбышевской области (ныне Тольятти Самарской области). По окончании годичных курсов военных переводчиков немецкого языка был направлен на 1-й Белорусский фронт, где служил до окончания Великой Отечественной войны сначала в качестве военного переводчика разведотделения штаба 247-й стрелковой дивизии, а затем разведотдела 61-го стрелкового корпуса.
После войны, в звании лейтенанта, Кожемякин В. Е. был направлен в распоряжение коменданта города Берлина, где служил в качестве переводчика, а затем адъютанта коменданта Берлина. Продолжив военную службу, в октябре 1946 года был переведен в Туркестанский военный округ, служил в должности адъютанта заместителя начальника штаба округа. В мае 1947 года демобилизовался и в сентябре этого же года переехал в город Куйбышев (ныне Самара), где работал заместителем начальника железнодорожного цеха на заводе № 18 им. Ворошилова (ныне авиационный завод «Авиакор»).
С 1949 по 1987 годы Вениамин Ефимович проходил службу в органах государственной безопасности СССР, некоторое время работал в ГДР. С 1968 по 1987 годы возглавлял отдел УКГБ СССР по Куйбышевской области и городу Тольятти. В этот период времени был причастен к расследованию инцидента на Волжском автозаводе, связанном с умышленной остановкой конвейера программистом Муратом Уртембаевым. В 1987 году вышел в отставку в звании полковника госбезопасности.
Умер 13 ноября 2015 года в Тольятти.

## Заслуги
- Был награждён за участие в ВОВ орденами Отечественной войны 2-й степени и Красной Звезды, а также медалями «За освобождение Варшавы», «За взятие Берлина», «За победу над Германией в Великой Отечественной войне 1941—1945 гг.».
- За работу в органах госбезопасности был награждён медалью «За боевые заслуги» и орденом ГДР «За заслуги перед Отечеством» 1-й степени.
- За трудовые заслуги был награждён орденами Октябрьской Революции (1971, за заслуги в деле обеспечения государственной безопасности) и Трудового Красного Знамени (1973, за активное участие в сооружении и освоении проектных мощностей Волжского автомобильного завода и смежных с ним предприятий).
- За долголетнюю и безупречную службу в органах КГБ СССР внесен в книгу Почета Управления (1985). Неоднократно был удостоен Благодарностей КГБ СССР и УКГБ СССР по Куйбышевской области. В 2000 году за особые заслуги в деле обеспечения безопасности государства руководителем ФСБ России награждён именным холодным оружием — кортиком с символикой ФСБ России.
- Почётный гражданин Тольятти (2005, за особые заслуги в деле обеспечения государственной безопасности при строительстве и запуске производства Волжского автомобильного завода и химических предприятий Тольятти).[2]